# Lajos Somodi (Fechter, 1928)
Lajos Somodi senior (* 4. Dezember 1928 in Abádszalók; † 9. Mai 2012 in Budapest) war ein ungarischer Florettfechter.
Er gewann mit der ungarischen Mannschaft die Bronzemedaille im Florettfechten bei den Olympischen Sommerspielen 1956 in Melbourne, Australien.